# وارد، گریتر منچستر
وارد (به انگلیسی: Wardle) یک روستا در بریتانیا است که در شمال غربی انگلستان واقع شده‌است. وارد ۷٬۰۹۲ نفر جمعیت دارد.